# 振り子打法
振り子打法（ふりこだほう）は、野球における打者の打法のひとつ。

## 概要
投手側の足を高く上げるか、あるいはすり足の様に移動させ、体を投手側にスライドさせながら踏み込んでスイングする。通常の打法ではボールを見極めやすいように頭の位置を出来るだけ固定し、視線を動かさないことが理想とされるが、振り子打法では打席の中で体を投手側へスライドしていくため、打者の視線も大きく動く。足がかえって行く反動を利用しながら、打つ瞬間に軸足が投手側の足へ移っていくという打法である。
振り子打法を開発したのはイチローと河村健一郎であり、実際に用いて最初に活躍したのもイチローである。当初は名前がなかったが、イチローが活躍したことで同打法も注目され、打つ際の前足が振り子のように特徴的な動きをすることから、「振り子打法」という名前がつけられた。一方で、当時のイチローは振り子打法という名前を気に入っていないと述べている。この打法をイチローと河村の間では一本足と呼んでいた。

## 特徴・評価
足を早めに地面から浮かし反動をつけ、自分が動きながらボールを捉える必要のある振り子打法は、通常の打法とは緩急の対応の仕方が逆である。通常の打法では、タイミングを崩され体が開くことを嫌って「基本的に速球を待ち、変化球がきたらカットなどの対応をする」ことが多いが、振り子打法の性質では「基本的に変化球を待ち、速球がきたらカットなどの対応をする」ことが多く、インパクトへ至るまでの際に体を開きながらもバットを早く出さないことが要求される。つまり体が開いた状態で、捕手側の肩を早い段階で回転させないようグリップを最後まで後ろに残し、ボールをギリギリまで見てから対応する。「変化球が変化したのを目撃してから、それに合わせてバットを振る」ために編み出された打法であり、古典的な打撃理論の理想とは大きくかけ離れている。
落合博満は1999年春のインタビューで、従来の自分の形で打つ為の打撃理論に対してイチローの振り子打法は自分から動いて打ちに行くものであると評した。野球技術論の村上豊は、従来の後ろ足に体重をためて腰の回転を利用する方法ではなく、技術的に異なる前足を軸にした打法であり振り子打法というよりは、体がスライドして前足に体重がかかる「ピッチング打法」であると分析している。イチロー自身はインタビューにおいて「自分も動いていた方が球が見やすいという事もあるかも知れない」という可能性について言及している。
1995年に放送されたテレビ番組「独占！ 天才イチロー密着スペシャル」では、当時のイチローの振り子打法を詳細に調べており、中京大学体育学部の湯浅景元教授は振り子打法はバットの動く距離を長くすることでパワーを生み出していると分析している。同番組内にてコンピュータで清原和博（神主打法）の打撃と比べたところ、清原はバットを振り始めてからインパクトまで重心が前に5cm移動しているのに対し、イチローの振り子打法では清原の4倍である20cm、重心が前に移動していたのだという。
振り子打法はその性質上、手首や足首の強さが必要になるほか、スイングスピードも要求される。上記の番組では移動が長いことによりミートしづらい点についてイチローはスイングスピードの速さで対応していると分析している。イチローのスイングスピードは約0.17秒であり、4番打者の平均0.22秒やプロ平均の0.25秒より速いという。通常の打者はある程度ヤマを張るが、イチローの場合はヤマを張る部分が少ないだけ、ボールの芯を捉えて打つことができるのだという。そのため振り子打法を活かすことができ、安打を多く放つことができるのではないか、と分析している。
振り子打法はイチローを筆頭に、坪井智哉・福浦和也・川﨑宗則などが使っていた。「タイミングを合わせやすい」、「非力な打者でも強い打球を放ちやすい」などの利点がある一方、動作が大きく重心を前に移していく打法ゆえに「内角攻めに弱い」、「速球に振り遅れやすい」などの弱点もある。そのためかメジャー移籍後のイチローは、外国人投手の速球に対応するため振り子打法をやめている。
以上のように独特で革命的な打法であったことから、同打法に対する意見を巡って二軍時代のイチローと一軍首脳陣が衝突するなど、誕生までには多くの野球関係者が否定した。現在でも野球指導者の中には「邪道である」「非現実的である」として、この打法の存在を忌み嫌う者もいる。
振り子打法を使っていた坪井智哉は現役引退後に「振り子打法の欠点は？」という質問に対して、「足元を狙われるのがきつかったですね。長い時間、足を上げていますから、やはりボールを避ける動作は遅れます。足の甲にカットボールが当たって骨折したこともありました。僕がピッチャーならこう攻めるだろうと考えると、弱点はインコースのカットボールしかありません。またランナーがいなくともクイックなどで投球のリズムを変えてくるピッチャーも少なくありませんでした。相手は、なんとか崩そうと露骨なことをしてきます。ただ、それは想定していました」と振り子打法の欠点とその対策を話している。

## 誕生までの経緯
この打法は、1993年に当時のオリックス二軍打撃コーチ・河村健一郎によって発案され、プロ野球選手としてイチローが初めて用いた。
イチローの打撃には、打席内で体を流して「軸足をずらしながら（重心が前に移動しながら）」バットを振り抜くという、通常の選手の打撃には見られない奇抜な特徴があった。少年時代からこの「打つときに上体が前に（投手方向に）移動する」という傾向が見られ、中学時に野球部へ入る際には、父親が監督に「フォームをいじらないこと」を入部条件として告げた程だった。その後、イチローは打法を矯正しないまま高校に進学。愛工大名電高校野球部監督の中村豪は、選手の個性を生かして育てるタイプで、その独特の打ち方に理解を示し、フォームをいじることはしなかった。
当時のイチローは投手を務めていたが、オリックス・ブルーウェーブ球団のスカウト・三輪田勝利は「打者として」のイチローに惚れ、試合中の走塁のバランスの良さを高く評価した。オリックスの編成部長にぜひ欲しい選手として報告するが、球団はイチローを重視せず、諸事情で3位指名が4位指名となった。三輪田は4巡目まで鈴木は残らないだろうと諦めかけていたが、4位指名ながら無事に獲得に成功した（当時のイチローは小柄軽量型の選手であったことがネックとなり、他にイチローを狙っていたのは日本ハム球団だけで、その日本ハムも上位指名には踏み切れなかった）。
1992年2月、新人選手であったイチロー（当時の登録名は「鈴木」）は沖縄で行われたオリックス二軍春季キャンプで、打撃練習にてどんな球でも真芯で捉える技術を見せつけ、二軍監督・コーチ陣の目を釘付けにした。シーズンが開幕すると独自の打ち方で安打を量産。開幕以来8試合連続安打を放ち、そのまま高打率を維持しながら首位打者を独走した。最終的に打率.366で2位に4分以上の大差をつけてウエスタンリーグの首位打者になるなど、二軍で活躍を見せ、ミドルヒッターとしてチーム内でも評価が高かった。同年はシーズン途中に昇格し、一軍でも出場機会が増えるようになった。
翌年の1993年の開幕戦と2試合目でもスタメン出場を果たし、その後も一軍の控えにいたが「一軍で通用する打撃フォームにしなければいけない」という方針により、一軍首脳陣から徹底的にフォーム矯正指導を受けるようになった。4月は11打数1安打（2試合スタメンと代打）と結果が全く出ず、イチローも成績を残そうとする焦りからフォームの型を崩し、4月下旬には二軍へ落とされた。二軍に戻ってきたイチローのフォームがあまりにガタガタになっていたため、二軍打撃コーチの河村は驚き、イチローを発掘したスカウト・三輪田は強いショックを受けたという。
当時のオリックスには土井正三一軍監督のもと、複数のコーチがいた。イチローの打ち方は、ヘッド兼打撃コーチの山内一弘を始め小川亨打撃兼外野守備・走塁コーチ、米村理二軍打撃コーチ、大熊忠義打撃コーチや米田哲也投手コーチなどから理解を得られず、周囲から否定された。しかし河村は「これは短所ではなく、イチローの長所である」とそのまま打たせることを認め、フォームを戻して打法の模索に着手した。
河村との打法模索中にイチローは一軍と二軍を行き来し、1993年6月12日の試合では一軍のスタメンに抜擢され、第1打席に右安を打ち、第4打席に右翼へプロ初本塁打を放った。しかしこの本塁打は詰まっていた当たりで、球場（長岡市悠久山野球場）が狭いためにギリギリで入ったということもあってか、首脳陣は「ミドルヒッターのくせに、バットを大振りしている。こんな振り回すような打撃は期待していない」と評価せず、「一発狙いの打撃をした」、「無意味なフルスイング」と突っぱねた。その後も少しの間スタメン出場を続けたが、打率は低迷したままで、首脳陣はイチローのフォームを酷評した。再びイチローは一軍打撃コーチから強い干渉を受けるも、指導法が合わなかった。打撃コーチは再三に渡って上体を動かさずに体重を残した打法とダウンスイングのフォームに改造するよう強要したが、イチローは自身の打法を貫いた
。
一軍打撃コーチの指導に対して拒否を続け、7月4日には3回目となるフォーム改造の命令にも拒否した。打撃コーチは土井監督へイチローの打法などについて進言し、7月5日にイチローは2度目の二軍落ちとなった。以降は一軍に呼び出された時でも「フォームを固めたい」という旨から固辞し、二軍で河村と共に打法の改良に専念した。
河村はイチローの打法を擁護し、オリックスの他のコーチからヘッドが下がる点について批判された際には、最後にヘッドが立っており技術的に優れていると庇った。
ヘッドを早く出すことを一軍コーチは前年の秋季キャンプから要求していたが、下半身主導でヘッドを遅れて出し、木製バットのしなりを利用する打撃がイチローの長所だというのが河村の考えだった。
内角の高めからベルト付近への投球に差し込まれやすいことも一軍コーチは問題視していたが、それも筋力が付けば解消されるので、イチローの打法に問題は無いという考えだった。
内野フライが多いという指摘にも、タイミングは合っているので、出場を続けて一軍の投手の投球に慣れれば恒常的に安打を打てるようになるという考えだった。それらの理由で河村はフォーム改造の指示を無視した。
イチローは基礎を固めながら二軍のウエスタンリーグで好成績を残し続け、1993年4月25日の対広島戦から8月7日の対阪神戦まで、2度目の一軍昇格による中断期間を挟んで「30試合連続安打」というウエスタンリーグ記録を達成した。夏場からは河村の「下半身を使ってタイミングを取るように」という指示により、実践していくうちに自然と足をやや大きく上げるようになり、新打法の型の基盤をほぼ作り上げる。特にパワーの面で改善を見せ、1992年はウエスタンリーグで打率.366・3本塁打・長打率.462（238打数）だったが、1993年は打率.371・8本塁打・長打率.640（186打数）を残した。秋にはシーズン終了を待たずにアメリカ合衆国ハワイ州へ渡り、冬のハワイ・ウィンターリーグに参戦。打率2位となる.311（164打数51安打）というアベレージを記録し、日本人選手中（オリックス・日本ハム・ダイエーから計13名が参加）ではただ1人ベストナインに選出された。その後も河村と共に改良を重ね、最初自然に足が上げられていた打法は意図的に足を大きく上げる一本足打法へと変わり、1994年には後に「振り子打法」と呼ばれる新打法の形が完成していた。
1993年オフに一軍監督が仰木彬に、一軍打撃コーチが新井宏昌に代わると河村がイチローを推薦し、新井もイチローの打法に理解を示した。仰木も1994年春季キャンプでイチローを評価し、一軍レギュラーとして採用された。イチローは1994年シーズンでもプロ野球史上初となる200本安打を放つなど活躍を果たし、特徴的であった振り子打法も注目されるようになった。やがてイチロー以外にも同打法を実践するものが増えていった。そのため、現在では振り子打法は打法のひとつとして定着している。ただし、前に軸を移動させていくという特殊な打法であることに変わりはないため、ほかの打法に比べて使用者は少ない。

## 使った主な選手
- 阿部俊人[9]
- イチロー[10]
- 坪井智哉[10]
- 福浦和也[11]